# Roppolo
Roppolo là một đô thị ở tỉnh Biella vùng Piedmont của nước Ý, có vị trí cách khoảng 50 km về phía đông bắc của of Torino và khoảng 15 km về phía nam của of Biella. Tại thời điểm ngày 31 tháng 12 năm 2004, đô thị này có dân số 907 người và diện tích là 8,7 km².
Đô thị Roppolo có các frazioni (đơn vị cấp dưới, chủ yếu là làng) Comuna, Morzano, Roppolo Castello, và Salomone.
Roppolo giáp các đô thị: Alice Castello, Cavaglià, Cerrione, Dorzano, Salussola, Viverone, Zimone.